# Herman Pulgarín
Herman Pulgarín (Apía, Risaralda, Colombia, 26 de enero de 1989) es un futbolista colombiano. Juega de defensa. 

## Real Cartagena
Luego de estar por fuera de las canchas 2 años es confirmado como nuevo jugador del Real Cartagena en junio del 2017.

## Clubes
| Club              | País     | Año             |
| ----------------- | -------- | --------------- |
| Deportivo Pereira | Colombia | 2008 - 2015     |
| Real Cartagena    | Colombia | 2017 - Presente |

## Estadísticas
| Deportivo Pereira · Colombia                                                                                                |               |               |     |    |    |   |   |     |     |   |
| 1ª | 2008          | 8             | 0   | 4  | 0  | — | — | 12  | 0   |   |
| 1ª | 2009          | 11            | 0   | 10 | 1  | — | — | 21  | 1   |   |
| 1ª | 2010          | 16            | 0   | 6  | 0  | — | — | 22  | 0   |   |
| 1ª | 2011          | 16            | 0   | 5  | 0  | — | — | 21  | 0   |   |
| 2ª | 2012          | 15            | 0   | 2  | 0  | — | — | 17  | 0   |   |
| 2ª | 2013          | 23            | 0   | 3  | 0  | — | — | 26  | 0   |   |
| 2ª | 2014          | 24            | 0   | 5  | 0  | — | — | 29  | 0   |   |
| 2ª | 2015          | 13            | 0   | 5  | 0  | — | — | 18  | 0   |   |
| Total club | Total club    | 126           | 0   | 40 | 1  | — | — | 166 | 1   |   |
| Real Cartagena · Colombia                                                                                                   |               |               |     |    |    |   |   |     |     |   |
| 2ª | 2017          | 0             | 0   | 0  | 0  | — | — | 0   | 0   |   |
| Total club | Total club    | 0             | 0   | 0  | 0  | — | — | 0   | 0   |   |
| Total carrera | Total carrera | Total carrera | 126 | 0  | 40 | 1 | 0 | 0   | 166 | 1 |
| (1) Incluye datos de la Copa Colombia . (2) Incluye datos de Copa Libertadores. (3) No incluye goles en partidos amistosos. |               |               |     |    |    |   |   |     |     |   |